# Святченко Євген Андріанович
Народився 25 серпня 1924 у Харкові, помер 4 квітня 2004 у Харкові. Був відомим архітектором. Брав участь у Другій світовій війні. У 1946—1951 навчався у Харківському інженерно-будівельному інституті. 1952 у нього народився син Сергій Святченко, який нині є визначним архітектором, художником і фотографом, мешкає у Данії. Від 1955 близько 50 років Євген Святченко працював у Харківській академії міського господарства, де 1976—87 був завідувачем, а від 1988 — професором кафедри архітектурного проектування та рисунку. 1964 Євген Святченко отримав наукову ступінь кандидата архітектури, 1989 — вчене звання професора, 1993 став членом-кореспондентом Української академії архітектури. 
Основні архітектурні проєкти у місті Харкові: 
інтер’єри кінотеатрів «Зірка» та «Батьківщина» (1952—53),
```
вхід у Центральний парк культури та відпочинку (1952), 
```

обеліски в’їздів з боку Києва та Бєлгорода (1953—54), 
Палац фізкультури товариства «Спартак» (1953), 
реконструкція драматичного театру імені Т. Шевченка (1955),
забудова учбово-лабораторного корпусу факультету міського електротранспорту академії міського господарства (1958—60), 
пам’ятник воїну-визволителю (1981). 
У його творчій спадщині — багато акварелей, картин олією, колажів, художніх фото. 
Учасник виставок; персональні пройшли 1992—1994 у данському місті Віборґ («Харків—Віборґ», акварель; «Батько і Син», живопис, акварель).
Автор низки наукових праць у журналі «Строительство и архитектура», а також книг «Архитектурная выразительность сборного домостроения» (Харьков, 1986) та «Социальные основы архитектурного проектирования и архитектурная типология зданий. Жилые здания» (Киев, 1989, соавтор).